# هنري بيرسي، إيرل نورثمبرلاند التاسع
هنري بيرسي، إيرل نورثمبرلاند التاسع (بالإنجليزية: Henry Percy, 9th Earl of Northumberland)‏ (و. 1564 – 1632 م) هو عالم فلك، وطبيب، وخيميائي، وجغرافي، ورياضياتي من المملكة المتحدة . شارك في مؤامرة البارود .
توفي عن عمر يناهز 68 عاماً.

## جوائز
حصل على جوائز منها:
- فرسان الرباط.

## روابط خارجية
- هنري بيرسي، إيرل نورثمبرلاند التاسع على موقع الموسوعة البريطانية (الإنجليزية)